# Millán Salcedo
Millán Salcedo Salcedo  (Brazatortas, Ciudad Real, 14 de abril de 1955) es un actor y humorista español, célebre por su trabajo junto a Josema Yuste y Fernando Conde en el grupo Martes y Trece.

## Biografía
Comenzó su carrera artística en el teatro, participando, por ejemplo, en el estreno de Las cítaras colgadas de los árboles (1974), de Antonio Gala, con dirección de José Luis Alonso Mañés.
La popularidad le llegó como integrante del trío cómico Martes y Trece junto a Josema Yuste y Fernando Conde. Tras la marcha temprana de Conde, como dúo junto a Josema Yuste, alcanzó enorme popularidad en toda España, interpretando junto a él durante ocho años (de 1989 a 1992 y de 1994 a 1997) los programas especiales de fin de año en Televisión Española. En la Nochevieja de 1988 ya habían presentado las campanadas y la gala de fin de año, mientras que en 1993 dejaron paso en la programación a Los Morancos y Cruz y Raya.
Poco después de la separación de Martes y Trece, que tuvo lugar en 1997, escribió y dirigió la serie Kety no para, que se emitió en Televisión española. También fue el creador de un programa emitido en Telecinco donde hacía múltiples actuaciones, llamado Un millán de cosas.
Desde la década de 2000 ha centrado su actividad en el teatro, habiendo participado en la obra Salomé de Wilde dirigido por Miguel Narros (2005), Los sobrinos del Capitán Grant —donde coincidió con su excompañero Fernando Conde—, así como en algunas zarzuelas.
En la primavera de 2008, en el Teatro Infanta Isabel de Madrid, presentó un espectáculo humorístico y teatral, junto al pianista César Belda, llamado Yo me subí a un piano verde, bajo la dirección artística de Joan Gràcia y Paco Mir. Durante dos años realizó una gira de este mismo espectáculo por toda España junto con el pianista Marcos Cruz.
En diciembre de 2012, estrenó De verden cuando en el Teatro La Latina de Madrid, cuyo texto estuvo basado en su anterior obra, Yo me subí a un piano verde. La función, que contó nuevamente con el pianista Marcos Cruz, se presentó en el teatro hasta el 3 de febrero de 2013.
En 2014, presentó junto a Mariló Montero el programa de Televisión Española El pueblo más divertido de España.
En 2019 sufrió un ataque epileptico, que propició que se mordiera la lengua y tuvieran que operársela. Como secuela del accidente, le cuesta pronunciar las erres. En ese mismo año, participó en el especial de Nochevieja organizado por José Mota, junto a su excompañero de Martes y Trece, Josema Yuste. 
Ha escrito libros de humor como Sufro Bucho, Cuando la aurora extiende su manto, En mis trece, etcétera.
En 2025 hizo pública su homosexualidad.

## Trayectoria en televisión
- Gente Maravillosa (2019) - Invitado
- Retratos Salvajes (Especial Nochevieja con José Mota 2018/2019) (2018)
- Menuda Noche (2018) - Invitado
- MasterChef (2017) - Invitado
- Mi casa es la tuya (2016-2017) - Invitado con Josema Yuste (Martes y 13)
- El hormiguero (2016) invitado con Josema Yuste (Martes y 13)
- El pueblo más divertido  (2014)
- ¡Arriba ese ánimo! (2012)
- El club de la comedia  (2011)
- Homenaje a Luis Sánchez Polack "Tip" (1999)
- Un millán de cosas  (1998-1999)
- Kety no para (1997)
- Gala de fin de año 1996: Somos la primera (1997)
- Vísperas y festivos (1995)
- Brindemos por los cuarenta (1996)
- El retonno (1994)
- Viéndonos (1992-1993)
- Telepasión española (1990-1993)
- Campanadas desde la puerta del sol (1990-1992)
- Que te den concurso (1992)
- A ver, a ver (1991)
- Gala de fin de año 1988: ¡Hola, hola 89! (1989)
- Gala de fin de año: 1987: Super 88 (1988)
- Gala de fin de año 1985: Viva 86 (1985)
- Gala de fin de año 1984: Viva 85 (1984)
- Gala de fin de año 1983: Viva 84 (1983)
- Un, dos, tres... responda otra vez
  - Las mil y una noches (20 de agosto de 1982)
- Aplauso (1980)
- Fantástico (1979)

### Programas especiales de humor en Nochevieja
- Adós (1997)
- Emisión imposible (1996)
- A Belén pastores (1995)
- ¡Fíjate! (1994)
- Martes y Trece en directo (1992)
- El 92 cava con todo (1991)
- ¡Venga el 91! (1990)
- A por uvas (1989)

## Filmografía
- Sentados al borde de la mañana, con los pies colgando (1978)
- Ni te cases ni te embarques (1982)
- La loca historia de los tres mosqueteros (1983)
- La corte de Faraón (1985)
- Aquí huele a muerto... (¡Pues yo no he sido!) (1990)
- El robobo de la jojoya (1991)
- Nacida para ganar (2016)

## Premios y distinciones
Premios Líricos «Teatro Campoamor»
| Año  | Categoría         | Resultado |
| ---- | ----------------- | --------- |
| 2007 | Actor de zarzuela | Ganador   |